# Но Сан Хён
Но Сан Хён (кор. 노상현?, 魯尚炫?; род. 19 июля 1990 года, Республика Корея) или Стив Санхён Но (англ. Steve Sanghyun Noh) — корейско-американский актёр и модель. Известен своими ролями в сериале «Дорога в тысячу ли» и фильме «Любовь в большом городе».
Лауреат престижной корейской кинопремии «Голубой дракон» и номинант на премию «Пэксан».

## Ранняя жизнь и образование
Но Сан Хён родился в Южной Корее, но родители отправили его на обучение в Канаду, когда он учился в шестом классе. Позже переехал в США для обучения в средней школе, а затем в Бостоне окончил престижный колледж Бэбсон по специальности «Бизнес-администрирование». Семейные ожидания были связаны с его будущим как юриста, но у него была тяга к миру бизнеса и коммерческим брендам, что и определило его выбор специальности.
Вернулся в Южную Корею в марте 2018 года, где с 13 марта того же года до 10 ноября 2019 года проходил военную службу в строевой части.

## Карьера

### 2010–2022: Начало карьеры
Во время учёбы в колледже он решил попробовать себя в актёрском мастерстве. Помимо актёрской деятельности, он активно работал моделью, участвуя в многочисленных рекламных кампаниях и фотосессиях. Его профессиональный путь начался с работы в рекламе и музыкальных видеоклипах, таких как «Why Are You Being Like This?» южнокорейской гёрл-группы T-ara, вошедший в их мини-альбом Temptastic 2010 года. Он также появлялся в модных репортажах в журналах GQ, Marie Claire, Elle и ICON.
Как актёр, он начал с работы в веб-сериалах и независимых фильмах. Первым заметным появлением для него стала роль в веб-сериале «Мирная жизнь братьев» 2017 года, созданном по мотивам одноимённого вебтуна, в котором сыграл вместе с Ким Мингю. Однако к 28 годам он почувствовал, что его карьера не развивается и что он не добился значимых успехов. В связи с этим он прервал свою профессиональную деятельность почти на два года, чтобы пройти военную службу. После этого он возобновил свою карьеру и в начале следующего года уже появился в качестве специального гостя в веб-сериале «XX».

### 2022–наст. время: Рост популярности и признание

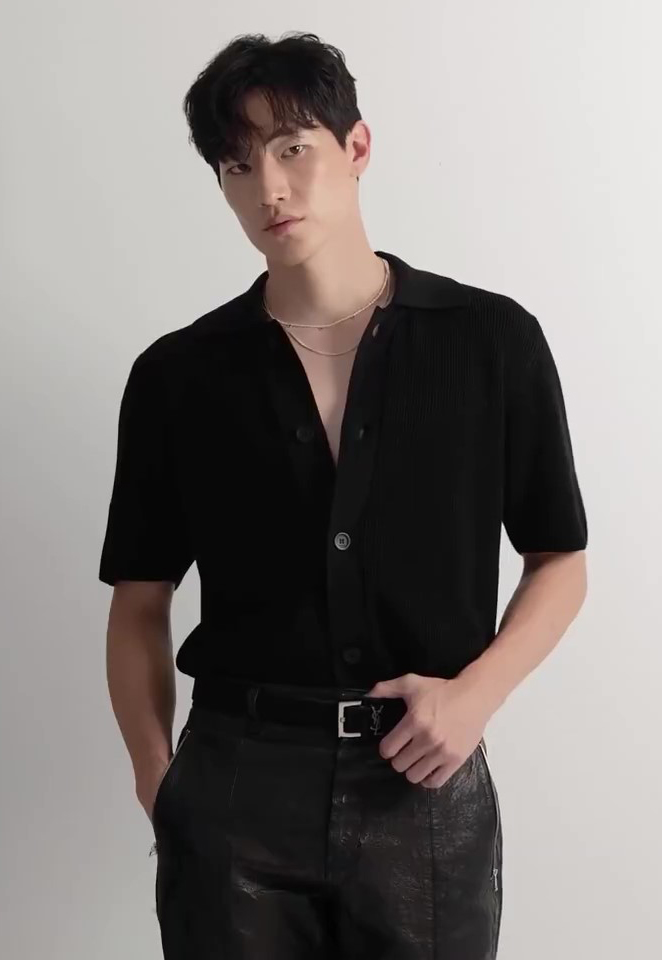
Но Сан Хён для Marie Claire Korea в 2022 году

Роль, которая сделала его известным широкой публике и стала важным поворотным моментом в его карьере актёра, появилась в 2022 году; он исполнил роль Бэка Исака, протестантского пастора и мужа главной героини сериала от Apple TV+ «Дорога в тысячу ли». Собственный жизненный опыт Но, как азиата в США и американца корейского происхождения в Корее, помог ему сформировать характер персонажа. Он был выбран на эту роль после очень долгого и тщательно продуманного процесса прослушивания, и на самом деле он был почти последним, кто присоединился к актёрскому составу. Однако его «деликатная и эмоциональная» игра получила большой успех, особенно среди женской аудитории.
Роль в сериале «Дорога в тысячу ли» позволила ему увеличить своё присутствие на телевидении. В 2022 году он сыграл роль Ли Сан Ука, главы отдела расследований Национальной налоговой службы Сеула, в сериале «Позвоните моему агенту» канала tvN и почти одновременно с этим он появился в сериале «Выход на бис» канала KBS2, где он сыграл роль Ри Мун Сона, настоящего внука главной героини, ставшего преступником и в том же году он дебютировал в варьете-шоу о путешествиях канала MBC «Допожарак: История К-странника».
В 2024 году, в сериале «Кровавый роман», он сыграл нового персонажа – американца корейского происхождения Джона Кима, американского солдата, находящийся в Корее и на этот раз речь идет о комедийном персонаже, которого Но выбрал из-за своего желания попробовать новые амплуа и жанры, для того, чтобы продолжить совершенствовать своё мастерство. В том же году, помимо краткого появления во втором сезоне «Дорога в тысячу ли», он снялся в своем первом коммерческом фильме «Любовь в большом городе», сыграв роль Хын Су, молодого человека, который пытается скрыть свою гомосексуальность с помощью подруги, которую многие считают его второй половинкой и эта роль принесла ему победу в номинации «Лучший новый актёр» на престижной премии Кореи – «Голубой дракон», а также номинацию на премию «Пэксан» в той же категории.
Также стало известно, что Сан Хён сыграет в предстоящем сериале «Всё сбудется» с Ким У Бином и Сюзи. Он сыграет богатого владельца здания с прекрасным лицом и подозрительными намерениями. Релиз ожидается в четвертом квартале 2025 года.
В апреле 2025 года было подтверждено, что Но Сан Хён присоединился к сериалу «Жена принца 21-го века», вместе с Пён У Соком, Ли Джиын и Кон Сынён. Действие сериала разворачивается в альтернативной версии Кореи, которая является конституционной монархией. Это история любви Сон Хиджу (в исполнении Джиын), наследницы чеболя, имеющей всё, кроме благородного происхождения, и принца Ли Ана (Пён У Сок), у которого нет ничего, несмотря на то что он сын короля. Но Сан Хён сыграет роль Мин Чону, премьер-министра и близкого друга принца, а также завидного холостяка. Релиз ожидается в 2026 году.

## Фильмография

### Кино
| Год  | Название                             | Роль                            | Примечание             | Ист.   |
| ---- | ------------------------------------ | ------------------------------- | ---------------------- | ------ |
| 2015 | Злодей жив                           |                                 |                        |        |
| 2016 | В поисках Сеула                      | EO                              |                        |        |
| 2018 | Весна летом                          | Дэвид                           | короткометражный фильм |        |
| 2018 | Новая старая история                 | Крис Чон                        | специальное появление  |        |
| 2019 | Деньги                               | Брокер отдела зарубежных продаж |                        |        |
| 2023 | Когда наша любовь останется ароматом | Джеймс                          |                        | [ 19 ] |
| 2024 | Любовь в большом городе              | Хын Су                          |                        | [ 20 ] |

### Телесериалы
| Год  | Название               | Роль       | Примечание | Ист.   |
| ---- | ---------------------- | ---------- | ---------- | ------ |
| 2022 | Выход на бис           | Ри Мун Сон |            | [ 21 ] |
| 2022 | Позвоните моему агенту | Ли Сан Ук  |            | [ 22 ] |
| 2024 | Кровавый роман         | Джон Ким   |            | [ 23 ] |
| 2026 | Жена принца 21-го века | Мин Чону   |            | [ 18 ] |

### Веб-сериалы
| Год       | Название                                  | Роль         | Примечание         | Ист.   |
| --------- | ----------------------------------------- | ------------ | ------------------ | ------ |
| 2017      | Мирная жизнь братьев                      | Ли Юн        |                    | [ 24 ] |
| 2020      | XX                                        |              | Камео (3-й эпизод) | [ 25 ] |
| 2020      | Расстаться - не значит перестать любить 2 | Ли Сон Чхоль | 4-й эпизод         | [ 26 ] |
| 2020      | 300-летний класс 2020 года                | Чон Кан Ун   |                    | [ 27 ] |
| 2022–2024 | Дорога в тысячи ли                        | Бэк Исак     |                    | [ 28 ] |
| 2023      | Саундтрек №2                              | Сухо         |                    | [ 29 ] |
| TBA       | Всё сбудется                              | Сухён        | Предстоящий сериал | [ 17 ] |

### Телешоу
| Год  | Название                       | Роль                    | Примечание                                         | Ист.   |
| ---- | ------------------------------ | ----------------------- | -------------------------------------------------- | ------ |
| 2022 | Допожарак: История К-странника | Член актёрского состава | с Ким Джонгуком, Чи Хён У, Чу У Чжэ, Хван Дэ Хоном | [ 30 ] |

## Награды и номинации
| Награда                     | Год  | Категория                 | Работа                  | Результат | Ист.          |
| --------------------------- | ---- | ------------------------- | ----------------------- | --------- | ------------- |
| Премия «Независимый дух»    | 2023 | Лучший актерский ансамбль | Дорога в тысячу ли      | Победа    | [ 31 ]        |
| Премия «Пэксан»             | 2025 | Лучший новый актёр        | Любовь в большом городе | Номинация | [ 15 ]        |
| Кинопремия «Голубой дракон» | 2024 | Лучший актёр-новичок      | Любовь в большом городе | Победа    | [ 14 ] [ 32 ] |
| KBS Drama Awards            | 2022 | Лучший актёр-новичок      | Выход на бис            | Номинация | [ 33 ]        |

### Списки
| Издатель   | Год  | Список            | Место | Ист.   |
| ---------- | ---- | ----------------- | ----- | ------ |
| Elle Japan | 2022 | Восходящая звезда | 3-е   | [ 34 ] |